# Scott English
Sheldon David 'Scott' English (Brooklyn (New York), 10 januari 1937 - 16 november 2018) was een Amerikaanse singer-songwriter, arrangeur en muziekproducent.

## Carrière
In 1960 bracht hij zijn eerste single 4,000 Miles Away uit bij Dot Records. In 1964 had hij een plaatselijke doowop-hit met High on a Hill, geschreven door Frank Cariola en A. Mangravito. High on a Hill werd constant gekozen als onovertroffen topsong bij oldies-radiostations in het grootstedelijk gebied van Pittsburgh. 
De hit Bend Me, Shape Me van The American Breed, geschreven met Larry Weiss, plaatste zich in 1968 in de Billboard Hot 100 (#5) en werd in 1968 ook een hit in het Verenigd Koninkrijk voor The Amen Corner. Deze song werd een jaar eerder al opgenomen door de Amerikaanse band The Outsiders als albumtrack op The Outsiders In (1967).
English en Weiss werden goede vrienden. Samen schreven ze ook Help Me Girl (1966), dat een hit werd voor twee acts eind 1966: Eric Burdon voor #14, Decca Records en The Outsiders, Ciao Baby (1967) van Lynne Randell en Hi Ho Silver Lining van Jeff Beck, oorspronkelijk opgenomen door de Britse band The Attack begin 1967.
English produceerde de song West Virginia van The Elves in 1969, later bekend als Elf met Ronnie James Dio (basgitaar, zang). Later produceerde hij het gelijknamige debuutalbum van Thin Lizzy (1971). Hij schreef de song Words Don't Mean a Thing van Lynsey de Paul, die haar versie van de song uitbracht op haar album Just a Little Time. De song stond ook op het album Songs From the British Academy, Vol. 1. Een Spaanse versie werd uitgebracht door Cadafal op hun album En La Carretera.
In 1998 werd English vermeld als co-writer met Simon Stirling en Phil Mankiza van Where Are You van Imaani voor het Eurovisiesongfestival. In 2015 trad English op in de BBC-show Jo Good Show, met de nieuwe song Holla, die hij schreef voor de artiest Westway Beats.

## Overlijden
Scott English overleed op 16 november 2018 op 81-jarige leeftijd aan de gevolgen van complicaties bij een heupoperatie. 

## Discografie

### Singles
- 1964: 4,000 Miles Away
- 1971: Brandy
- 1971: Denver Calling
- 1971: Waterfall Woman
- 1972: Ballad Of The Unloved
- 1972: He Was Me He Was You
- 1973: Dark Eyed Daughter Of Love
- 1973: Rescue Man
- 1973: Mobile
- 1973: Camp Followin' Rosie
- 1974: Moonlight Lady
- 1974: Something's Missin' In My Life
- 1978: Dance ('Till You're Out Of My Life)
- 1978: Stay

### Albums
- 1978: Scott English

### Geschreven nummers
- 1966: Adios Mexico - Al Martino
- 1966: Help Me, Girl - Eric Burdon
- 1966: Ciao, Baby - The Toys
- 1967: Ciao Baby - The Montanas
- 1967: Bend Me, Shape Me - The Outsiders
- 1967: Bend Me, Shape Me, Don't Make Me Leave You - The American Breed
- 1967: Hi Ho Silver Lining - Jeff Beck
- 1967: Lingering On - Peter Law
- 1967: Ciao Baby - Lynne Randell
- 1968: Ciao Baby - Group Check
- 1968: Cool It (We're Not Alone) - The American Breed

- 1968: Bend Me Shape Me - The Amen Corner
- 1968: Bend Me, Shape Me - The Outsiders
- 1968: Help Yourself (To All Of My Lovin') - James & Bobby Purify
- 1968: Welcome To The World - Cass Elliot
- 1969: Help Yourself (To All My Lovin') - Joe Simon
- 1970: Follow The Bouncing Ball - Steve & Albert
- 1971: Wonderwheel - The Glass Bottle
- 1972: I Am What I Am - Greyhound
- 1972: Brandy - Bunny Walters
- 1972: Ballad Of The Unloved - The Raiders
- 1973: All For You - Al Wilson

- 1973: He Was Me, He Was You - The Bells
- 1974: Mandy - Barry Manilow
- 1980: You're The Only One - Barry Mann & Carole King
- 1984: Hi Ho Silver Lining - Black Lace
- 1985: Hi Ho Silver Lining - Slade
- 1994: Words Don't Mean A Thing - Lynsey de Paul
- 1996: One Day To Fly - Alan Parsons
- 1998: Something's Changing - Imaani
- 1998: Where Are You - Imaani
- 2000: Manca di te - Syria
- 2002: Imitation Love - Indiana [BE]

- 2009: Gipsy Girl - Sarah Kreuz
- 2009: I'll Be Yours - Sarah Kreuz
- 2009: Whenever It's Raining - Sarah Kreuz
- 200?: You Carried Me - Sarah Kreuz
- 2014: The Brooklyn Bridge - Spike [UK]
- 2014: Fortune - Spike [UK] Bonnie Tyler
- 2014: Holla - Westway Beats
- 2015: Famous - Westway Beats
- 2015: Ruby Rain - Westway Beats
- ????: Bend Me, Shape Me - Bob Welch
- 2009: If Ever I Need You - Arthur Louis

- Biblioteca Nacional de España: XX1087262
- International Standard Name Identifier: 0000 0003 7251 5006
- Library of Congress Control Number: no2006111531
- MusicBrainz: 971607eb-f494-4ce7-8b0d-20e27dd45e10
- Nationale Bibliotheek van Tsjechië: mzk2009539558
- Virtual International Authority File: 101586082